# Tina Weirather
Christina "Tina" Weirather, lihtenštajnska alpska smučarka, * 24. maj 1989, Vaduz, Lihtenštajn.
Njena starša sta nekdanja uspešna alpska smučarja Hanni Wenzel in Harti Weirather.